# Pinto (apellido)
Pinto es un apellido de origen galaico-portugués, diseminado por la península Ibérica, cuyo punto de partida se situaría en los alrededores de Oporto, cuando el Condado Portucalense aún formaba parte del Reino de Galicia, o bien en las provincias gallegas de Pontevedra u Orense.
Algunas teorías, sujetas a cuestionamiento, señalan que, etimológicamente, podría significar tanto pintado (sea para el campo de batalla o entendido como cualidad personal de colorido) como polluelo, de acuerdo a ciertas traducciones del portugués y el gallego al español.

## Historia
La mayoría de los estudios apuntan a que el origen del apellido Pinto es galaico-portugués. Con el pasar de los años, el apellido se desplazó hacia el resto de la península, desde donde se expandió a América del Sur a comienzos del siglo XVII, empezando por Chile, y posteriormente a otros territorios del entonces Imperio Español, como Argentina y Perú.